# Jules-Sigismond de Wurtemberg-Juliusbourg
Le duc Jules-Sigismond de Wurtemberg-Juliusbourg (18 août 1653 à Œls – 15 octobre 1684 à Dobroszyce) est Duc de Wurtemberg-Juliusbourg.

## Biographie
Jules-Sigismond est le quatrième fils du duc Silvius Ier Nimrod de Wurtemberg-Œls (1622-1664) de son mariage avec Elisabeth-Marie d'Oels (1625-1686) .
Après la mort de son père en 1664, sa mère règne d'abord sur le Duché d'Œls en tant que régente de ses quatre fils. Les fils font leur Grand Tour et visitent, entre autres pays, les Pays-bas, où le frère aîné, Charles Ferdinand meurt en 1669.
En 1672, l'aîné des frères prend le gouvernement et divise le pays. Jules-Sigismond, qui est encore sous la régence de sa mère, reçoit Międzybórz. Son frère aîné, Silvius II Frédéric de Wurtemberg-Œls reçoit Oels et Christian-Ulrich Ier de Wurtemberg-Œls reçoit le Duché de Bernstadt.
En 1673, Élisabeth Marie démissionne en tant que régente et Jules Sigismond commence à gouverner lui-même. Il choisit le village de Dreske comme son lieu de résidence. Il agrandit le château dans le village pour en faire une résidence baroque. Il nomme le château et le village Juliusbourg, d'après lui-même.
Jules-Sigismond est membre de la Société des fructifiants, sous le pseudonyme der Unverwelkte.

## Mariage et descendance
Jules-Sigismond se marie le 4 avril 1677 à Grabow avec Anne-Sophie (1647-1726), la fille de Adolphe-Frédéric Ier de Mecklembourg-Schwerin. Ils ont les enfants suivants:
- Marie Sophie (1678-1681)
- Léopold Frédéric (1680-1681)
- Charles de Wurtemberg-Bernstadt (1682-1745), duc de Wurtemberg-Bernstadt marié en 1703 avec la princesse Wilhelmine-Louise de Saxe-Meiningen (1686-1753)